# روبرت ديفيز
روبرت ديفيز (بالإنجليزية: Robert Davies-Jones)‏ (و. – م) هو عالم أرصاد جوية.

## التعليم
تعلم في جامعة برمنجهام.

## وصلات خارجية
- روبرت ديفيز على موقع IMDb (الإنجليزية)